# Psychotria henryana
Psychotria henryana är en måreväxtart som beskrevs av Murugan och R. Gopalan. Psychotria henryana ingår i släktet Psychotria och familjen måreväxter. Inga underarter finns listade i Catalogue of Life.